# Scania Castrosua N94UA6x2
Scania Castrosua CN94UA6x2/2 – miejski autobus przegubowy z serii CS40 produkowany przez hiszpańską firmę nadwoziową Carrocera Castrosua S.A. na podwoziu Scania OmniCity.
Od 1998 roku firma Carrocera Castrosua montuje w systemie CKD podwozia autobusów miejskich Scania OmniCity. Zabudowuje je własnymi nadwoziami z serii CS40.

## Eksploatacja
W latach 2006–2007 do MPK Kraków trafiło 6 sztuk tych autobusów. Otrzymały one numery od PE175 do PE180. Zostały kupione w Hiszpanii, gdzie firma ETASA Madrid będąca właścicielem kilkudziesięciu takich pojazdów nie otrzymała spodziewanej pracy przewozowej. Zostały one wyprodukowane w 2003 roku. W Hiszpanii jeździły po Madrycie. Pojazdy te są w pełni klimatyzowane. W dniu 24 lipca 2017 roku w MPK Kraków zakończono eksploatację autobusów Scania Castrosua CN94UA6x2/2, w związku z dostawą 77 nowych autobusów Solaris Urbino 18 IV.